# 伪拟蝎
伪拟蝎（学名：pseudogarypus synchrotron),是已绝种的拟蝎，生存于早始新世，由2012年在欧洲发现，目前有两个雄性正模标本，两个标本被翡翠商人所购买，一个在Lithuania,另一个在美国，伪拟蝎的身长为2.5毫米。